# Киспии
Киспиите (gens Cispia) са плебейска фамилия от Древен Рим.
Те са вероятно от племето херники от Anagni (Анани) в Лацио.
Известни от фамилията:
- Марк Киспий, народен трибун 57 пр.н.е.
- Луций Киспий, командир при Юлий Цезар
- Киспий Лев, приятел и легат на Луций Мунаций Планк, 44 пр.н.е.[1]